# HD 201057
HD 201057，又名BD-18 5862，SAO 164156、HR 8083，是一颗恒星，视星等为6.17，位于銀經31.25，銀緯-37.77，其B1900.0坐标为赤經21h 2m 7.6s，赤緯-17° -37.77′ 24″。